# Plusiophaes elancata
Plusiophaes elancata là một loài bướm đêm trong họ Noctuidae.